# فرانک مک‌فرسون
فرانک مک‌فرسون (انگلیسی: Frank McPherson؛ ۱۴ مهٔ ۱۹۰۱ – ۵ مارس ۱۹۵۳) یک بازیکن فوتبال اهل انگلستان بود.
از باشگاه‌هایی که در آن بازی کرده‌است می‌توان به باشگاه فوتبال بارو و باشگاه فوتبال چسترفیلد اشاره کرد.